# ヴァンパイア数
| n  | n桁のヴァンパイア数の数 |
| -- | ----------------------- |
| 4  | 7                       |
| 6  | 148                     |
| 8  | 3228                    |
| 10 | 108454                  |
| 12 | 4390670                 |
| 14 | 208423682               |

ヴァンパイア数（英語:vampire number）とは、自然数のうち、その数に使われている数字を並べ替えて2等分に分け、その2つの数字を掛け合わせた時、元の数となるような組み合わせが存在する数を言う。（ただし、掛け合わせる2つの数字の末尾が共に0となる数は含まれない。）ヴァンパイア数は偶数桁の自然数であり、合成数である。掛け合わせる2つの数字を「牙」（fang）と呼ぶ。
例えば1260には1, 2, 6, 0の4つの数字が使われており、それを並べかえて作った数字21と60を掛け合わせると1260になるので、1260はヴァンパイア数である。ただし、両方の「牙」の末尾が0である数は、ヴァンパイア数には含まれない。例えば126000は210×600という「牙」を持つが、ヴァンパイア数ではない。
ヴァンパイア数の考えを提唱したのはアメリカの科学コラムニスト、クリフォード・ピックオーバーである。1994年にUsenetのsci.mathグループに投稿された。クリフォードは自著『無限へチャレンジしよう』（原題：Keys to Infinity）の30章でもヴァンパイア数について書いている。
その定義からヴァンパイア数はすべてフリードマン数である。

## 例
ヴァンパイア数を小さい順に並べると、
1260, 1395, 1435, 1530, 1827, 2187, 6880, 102510, 104260, 105210, 105264, 105750, 108135, 110758, 115672, 116725, 117067, 118440, 120600, 123354, 124483, 125248, 125433, 125460, 125500, ... 
である。大きなヴァンパイア数としては、
9,754,610,579,850,632,525,872,580,399,376,108,520,048,510,982,876,394,437,067,250,691,992,046,193,141,970,418,786,383,479,631,226,428 = 98,765,432,109,876,543,210,987,654,321,098,765,432,108,990,776,898×98,765,432,109,876,543,210,987,654,321,099,765,432,110,002,523,486
などがある。
ヴァンパイア数1530は、
1530 = 30×51, 150300 = 300×501, 15003000 = 3000×5001, ...
のように、途中に0を入れることで無限に新しいヴァンパイア数を作ることができる。つまり、ヴァンパイア数は無限に存在する。
複数の牙を持つヴァンパイア数もある。次の数は、2～5個の牙をもつヴァンパイア数の内、最少の数である。
2つ：125,460 = 204 × 615 = 246 × 510
3つ：13,078,260 = 1620 × 8073 = 1863 × 7020 = 2070 × 6318
4つ：16,758,243,290,880 = 1982736 × 8452080 = 2123856 × 7890480 = 2751840 × 6089832 = 2817360 × 5948208
5つ：24,959,017,348,650 = 2947050 × 8469153 = 2949705 × 8461530 = 4125870 × 6049395 = 4129587 × 6043950 = 4230765 × 5899410
1067781345046160692992979584215948335363056972783128881420721375504640 は10万を超える牙を持つ。この数は53以下のすべての素数を素因数に含んでいる。
素ヴァンパイア数（prime vampire number）は、2つの牙が共に素数のヴァンパイア数である。2002年にカルロス・リヴェラが提唱した。小さいものから順に並べると、
117067, 124483, 146137, 371893, 536539, ...
2006年時点で見つかっている最大の素ヴァンパイア数は、
(94892254795×1045418+1)2
である。2002年にジェンス・アンダーセンが見つけた。アンダーセンはのちに206610桁の素ヴァンパイア数を発見している。

## 変形
疑似ヴァンパイア数（Pseudovampire numbers）は、「数字を2等分」という縛りを無くした数である。例えば126 = 6×21など。